# صوم جدليا
صوم جدليا (بالعبرية: צוֹם גְּדַלְיָּה) هو أحد أيام الصيام في الديانة اليهودية، ويصادف اليوم الثالث من شهر تشريه، حسب التقويم العبري، ويأتي بعد يوم رأس السنة اليهودية مباشرة. يرتبط صوم جدليا باغتيال جدليا بن أخيقام، الذي كان حاكمًا يهوديًا عُيّن من قبل البابليين بعد تدمير الهيكل الأول في القدس وسقوط مملكة يهوذا في القرن السادس قبل الميلاد. كان جدليا يحظى بدعم بعض اليهود الذين بقوا في يهوذا بعد الترحيل البابلي، وكذلك دعمًا من البابليين أنفسهم. ولكن، تم اغتياله على يد إسماعيل بن نتنيا الذي أراد ان يحكم بعده. تسبب اغتيال جدليا في فوضى وخوف بين اليهود المتبقين في يهوذا، مما أدى إلى هروبهم إلى مصر. هذا الصيام هو تعبير عن الحزن والأسى على هذا الاغتيال الذي يُعتبر نقطة تحول في التاريخ اليهودي، حيث يُعتقد أنه ساهم في تدمير ما تبقى من الحكم الذاتي اليهودي في يهوذا بعد السبي البابلي.

## تفاصيل الصوم
يتم الصيام من شروق الشمس حتى غروبها، ويتضمن الامتناع عن الطعام والشراب.